# Небесные жёны луговых мари
«Небе́сные жёны луговы́х мари́» (луговомар. Олыкмари́й-вла́кын кава́се ва́тышт) — фильм 2012 года, снятый режиссёром Алексеем Федорченко по одноимённой книге Дениса Осокина. Мировая премьера состоялась 11 ноября 2012 года на Римском кинофестивале.
Фильм снят полностью на марийском языке.

## Сюжет
Фильм состоит из 22 новелл продолжительностью от одной до десяти минут. Главной героиней каждого из рассказов является девушка или женщина от 14 до 45 лет, чьё имя начинается на букву О.
В ленте показан быт, традиции и культура марийского народа с 1970-х годов до конца 2000-х годов.

## В ролях
- Ольга Дегтярёва — Окай
- Надежда Смирнова — Опи
- Вероника Актанова — Осылай
- Дарья Богатова — Овроси
- Юлия Ауг — Оропти
- Полина Ауг — Оналча
- Людмила Николаева — Окалче
- Валентина Осипова — Ошалге
- Вероника Актанова — Осылай
- Вячеслав Мелехов — дед Кирсан
- Василий Домрачев — Павлик
- Дарья Екамасова — Оня
- Яна Есипович — Ошвика
- Ольга Добрина — Ошаляк
- Ольга Гилёва — Оканай
- Анна Грачёва — Ошаняк
- Надежда Четкарёва — Осика
- Валентина Яйцева — Очина
- Екатерина Соколова — Олика
- Диана Уянгулова — Оношка
- Наталья Ямаева — Ошаняй
- Яна Троянова — Орика
- Надежда Назарова — Оштылеч
- Надежда Соколова — Ормарче
- Александр Ивашкевич — Саша
- Яна Сексте — Оразви
- Анна Деркач — Оцвоен
- Ярослава Пулинович[4] — Одоча
- Борис Петров — великанша Овда
- Денис Осокин — голос за кадром[4]

Песни, звучащие в фильме, исполняли Любовь Купсольцева, Татьяна Денисова, Олег Славин.

## Создание
Фильм снят по одноимённой книге Дениса Осокина, в которой 38 рассказов, а не 22, как в ленте. Сценарий был готов ещё в 2004 году, но работа над картиной началась лишь в октябре 2010 года.
Съёмки проходили в 2010—2011 годах в Свердловской области и республике Марий Эл во все четыре времени года. Половину денег на съёмки (один миллион долларов) режиссёру выделило Министерство культуры РФ, вторую половину — частные инвесторы. Роли в картине исполнили как профессиональные актёры, которым пришлось овладеть марийским языком, так и обычные марийцы, далёкие от кинематографа. Жанры новелл самые различные: драма, комедия; во всей ленте присутствует много эротики.
Картина участвовала в ноябре 2012 года в программе Римского кинофестиваля, а в июне 2013 года была представлена на «Кинотавре».
Предпоследний рассказ снят на русском языке; в нём Денис Осокин играет самого себя, то есть писателя; он на встрече в библиотеке зачитывает короткое эссе о своей возлюбленной Ошаняй. При этом Ошаняй нет в кадре, но она участвует в представлении заглавных героинь в конце фильма, что создаёт эффект присутствия.
«Небесные жёны…» — не первый фильм Алексея Федорченко, снятый на марийском языке. Предыдущий такой — это фильм «Шошо» («Весна») 2006 года. Этот фильм также снят по книге Дениса Осокина и также состоит из ряда озаглавленных сцен. Фильм «Шошо» создавался авторами в качестве рабочего эскиза для фильма «Небесные жёны…», а в итоге стал самостоятельной картиной. Некоторые идеи и визуальные образы (ряженые на празднике; автобус в райцентр и кто-то, идущий следом; Денис Осокин в роли писателя; потусторонние существа в качестве полноправных участников происходящего) были использованы во втором фильме по примеру первого.

## Награды и номинации
- 13-й международный кинофестиваль фильмов Центральной и Восточной Европы GoEast[8][9]:
  - премия Федерального министерства иностранных дел «за художественное своеобразие, которое создаёт культурное разнообразие»;
  - приз Международной ассоциации кинопрессы ФИПРЕССИ.
- XXIV открытый российский кинофестиваль «Кинотавр» в Сочи[10]:
  - приз «За лучший сценарий» — Денису Осокину;
  - приз «За лучшую операторскую работу» — Шандору Беркеши;
  - диплом Гильдии киноведов и кинокритиков.
- VII Международный кинофестиваль «Зеркало» имени Андрея Тарковского[11]:
  - приз зрительских симпатий;
  - особый приз журнала «Variety» имени Сергея Урусевского «За лучшую операторскую работу» — Шандору Беркеши.
- Международный кинофестиваль «Новые горизонты» во Вроцлаве[12]:
  - гран-при фестиваля.
- Номинация на премию «Золотой орёл» за лучшую работу художника по костюмам — Ольге Гусак[13].
- Премия «Белый слон» Гильдии киноведов и кинокритиков России[14][15]:
  - премия за лучший сценарий — Денису Осокину;
  - премия за лучшую операторскую работу — Шандору Беркеши;
  - премия за лучшую работу художника — Зорикто Доржиеву, Артёму Хабибулину.
- Номинации на премию «Ника»[16]:
  - за лучшую операторскую работу — Шандору Беркеши;
  - за лучшую работу художника — Зорикто Доржиеву, Артёму Хабибулину;
  - за лучшую работу художника по костюмам — Ольге Гусак.